# Медресе Каратай
Медресе Каратай (тур. Karatay Medresesi) — медресе (школа з часто, але не абсолютно релігійною спрямованістю) у Коньї, Туреччина, розташоване біля підніжжя пагорба цитаделі, навпроти руїн палацу сельджуків і з видом на мечеть Ала ад-Діна. З 1954 року у будівлі діє Каратайський музей, де представлена колекція мистецтва керамічної плитки, зокрема періоду сельджуків. Медресе та Каратай Хан, караван-сарай, завершений у 1240-х роках, є найбільшими збереженими пам'ятками Коньї та найближчих регіонів.

## Історія
Медресе було засноване у 1251 році візиром Джалал ад-Діном Каратаєм (помер у 1254 році) під час спільного правління братів Кей-Кубада II, Кей-Кавуса II та Килич-Арслана IV. Медресе було побудоване поряд з медресе Кючук Каратай, якого вже не існує. Пам'ятка була побудована після монгольського завоювання Анатолії, тому проєкт не є суто сельджуцьким за своєю природою. Джалал ад-Дін, швидше за все, похований у бічній кімнаті Медресе Каратай, де міститься кенотаф. 
У записах Шамс ад-Діна Ахмада Афлакі, біографа Румі, медресе було місцем, де збиралися як суфії, так і вчені. Попри зареєстровану присутність суфіїв, у документі, в якому перераховуються кошти медресе (вакфійя), зазначено: «І він [засновник] постановив, що мюдеррі (викладач ісламського права в медресе) має бути ханафітом …», ймовірно, тому, що правителі сельджуків були переважно ханафітами.
Виробництво плитки для медресе, ймовірно, координувалося Мухаммадом аль-Тусі, майстром-кераміком з іранського міста Тус у Хурасані, який також відповідав за плиткове оздоблення медресе Сирчалі.

## Архітектура
Медресе має прямокутний план розміром приблизно 31,5 на 26,5 метрів. Вхід до нього здійснюється через вестибюль з південно-східного боку, на куті будівлі. Ззовні вхід має декоративний кам'яний портал з арабськими написами, геометричними та рослинними мотивами, аблаковою кладкою (чергування смуг сірого та білого мармуру) та навісом мукарни над дверима. Портал, не приєднаний до корпусу будівлі, подібний до порталу мечеті Ала ад-Діна; кам'яна кладка, ймовірно, робота майстрів із північної Сирії, виконана у 1220-х роках. Можливо, що портал був раніше побудований одночасно з мечеттю Ала ад-Діна і повторно використовувався для медресе.

Екстер'єр
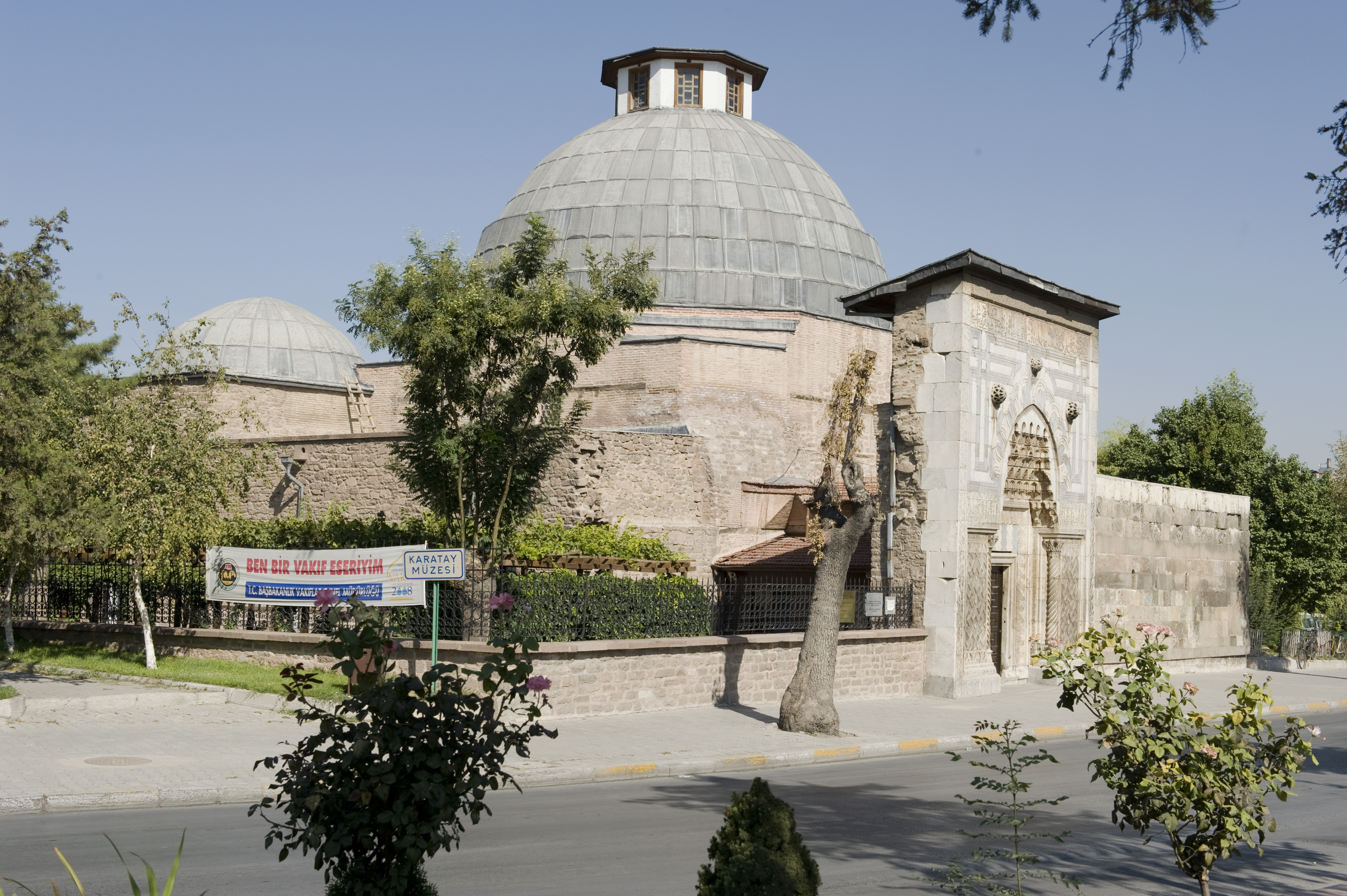
Зовнішній вигляд медресе
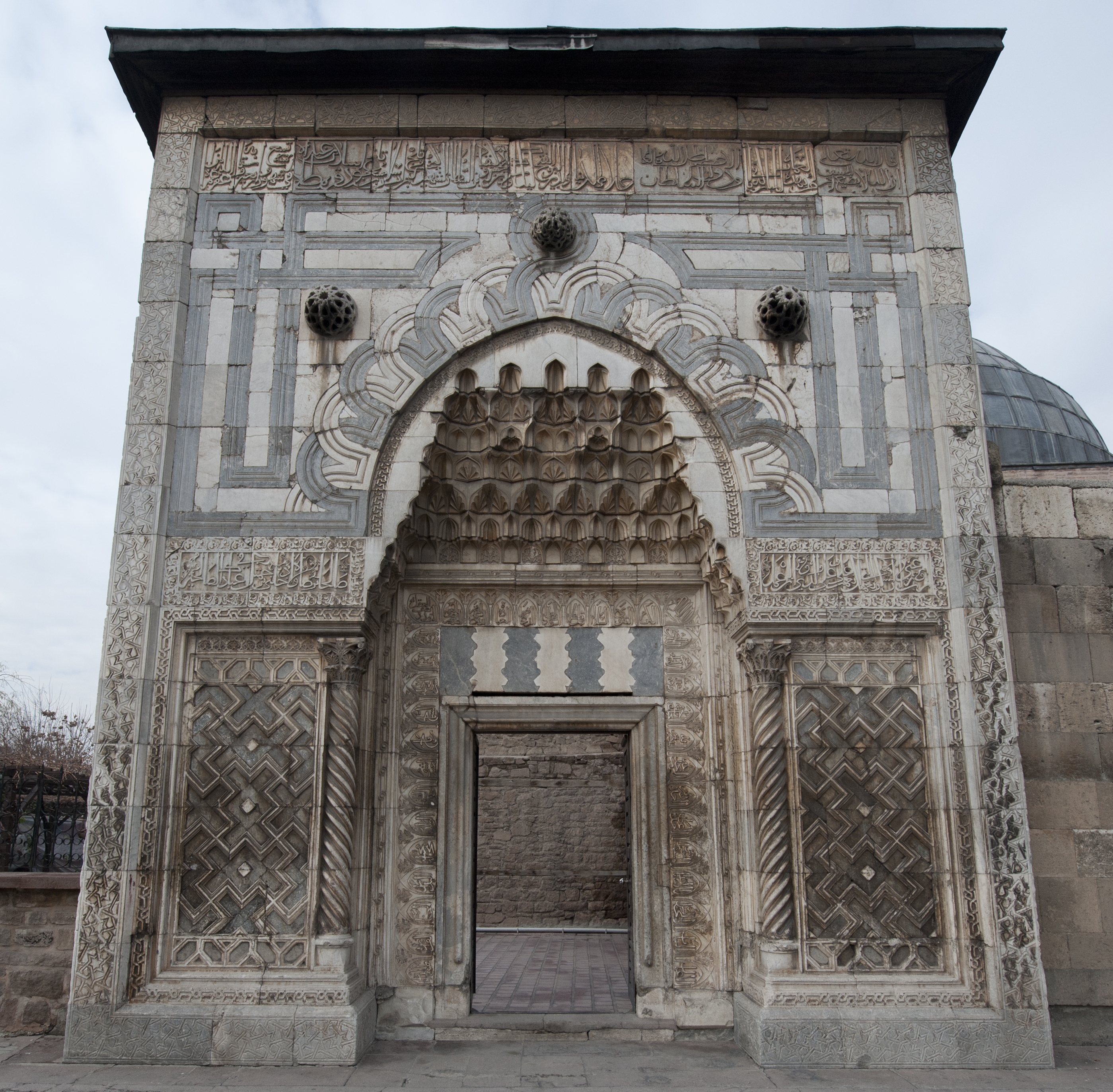
Вхідний портал
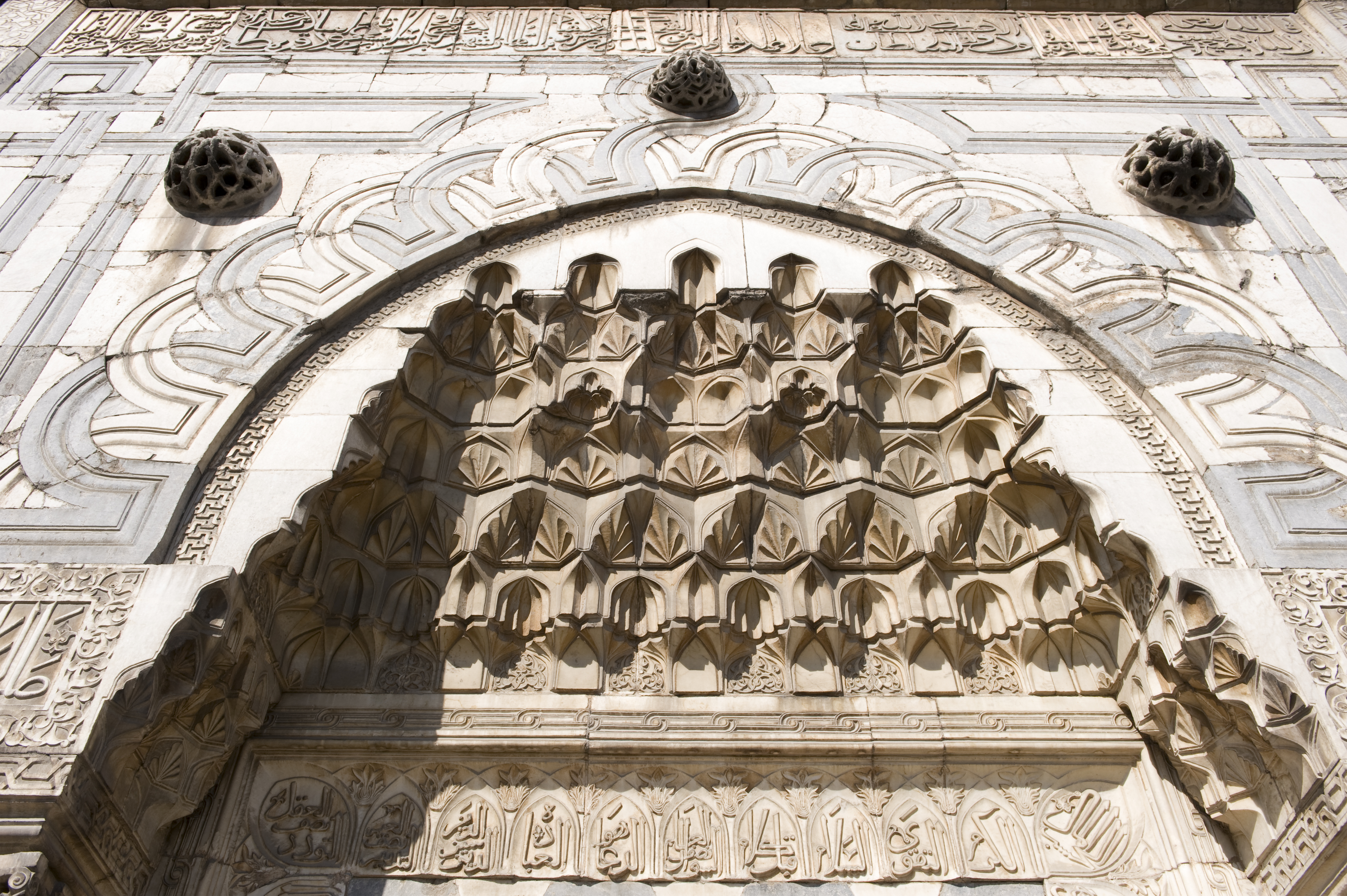
Деталь кам'яної кладки аблак і мукарна на порталі

Вестибюль дає доступ до більшого баневого залу або центрального двору, розміром 12 на 12 метрів.  Посередині залу облаштовано квадратний басейн. На вершині купола знаходиться окулюс приблизно 5 метрів у ширину. Купол і перехідні елементи (також відомі як турецькі трикутники) під ним покриті багатою прикрашеною плиткою та мозаїками, переважно чорного та бірюзового кольорів. Плитки мають складні геометричні мотиви, а також переплетені куфічні написи вздовж основи купола та навколо окулюса. Нижні частини стін прикрашені шестикутними бірюзовими плитками із золотими орнаментами, більшість з яких є написами.
Навколо головного залу кілька дверних прорізів ведуть до того, що раніше було невеликими приватними кімнатами або спальними приміщеннями для студентів, але вони зруйнувалися до ХХ століття, а їх теперішній вигляд є наслідком реконструкції в 1970-х роках. На західній стороні залу знаходиться айван (склепінчаста кімната, яка відкривається прямо в головний зал). Дві куполоподібні кімнати розміщені з обох боків айвана, доступ до них здійснюється безпосередньо з головного залу. Ймовірно, це були класні кімнати, серед яких айван, ймовірно, був основним, тоді як інші, можливо, призначалися для використання взимку. Та, що на північній стороні айвана, також була зруйнована у наш час. Південна використовувалася як похоронна камера і містить кенотаф, швидше за все, засновника Джалал ад-Діна Каратая.

Інтер'єр
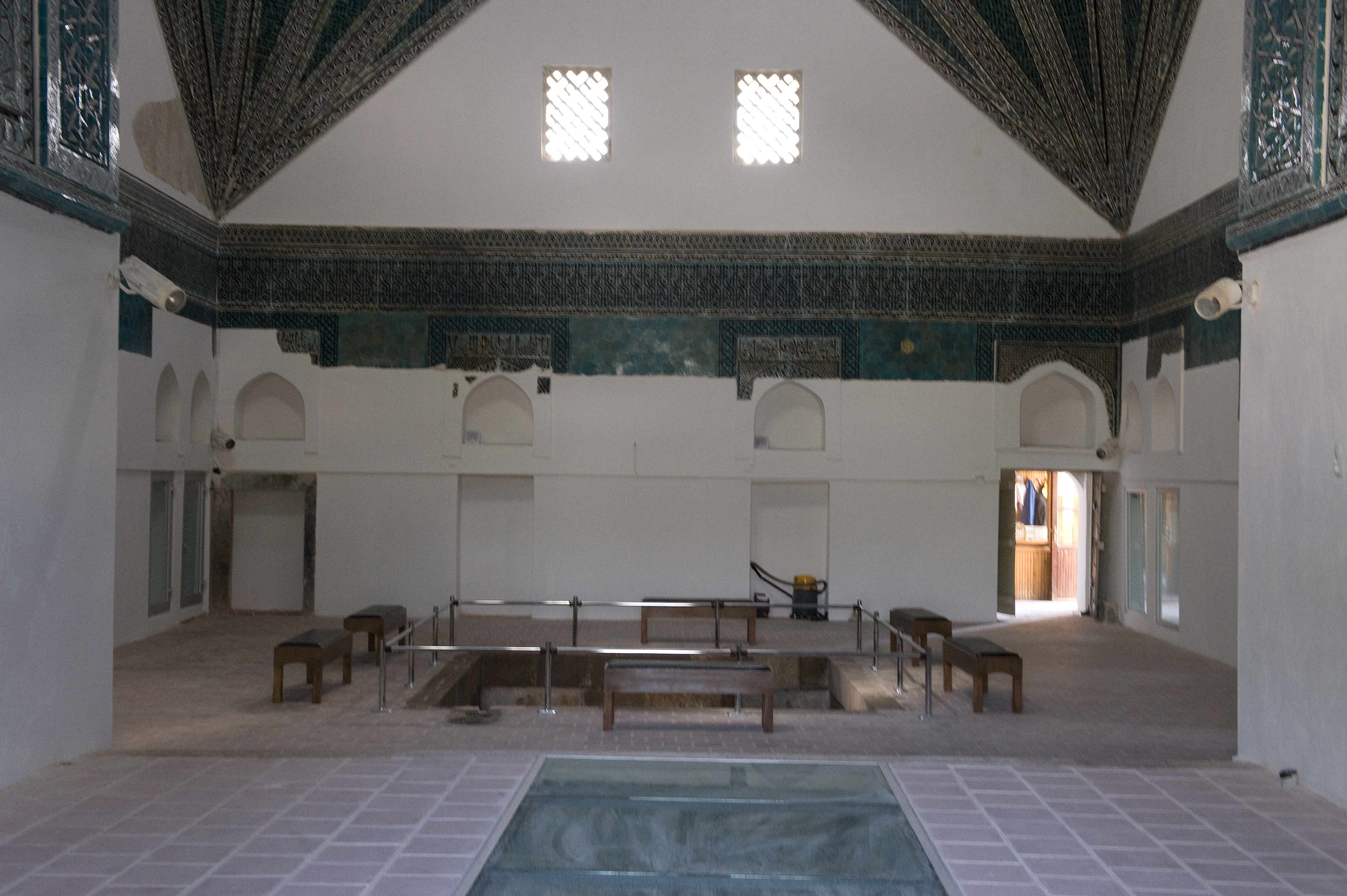
Головний зал медресе/музею
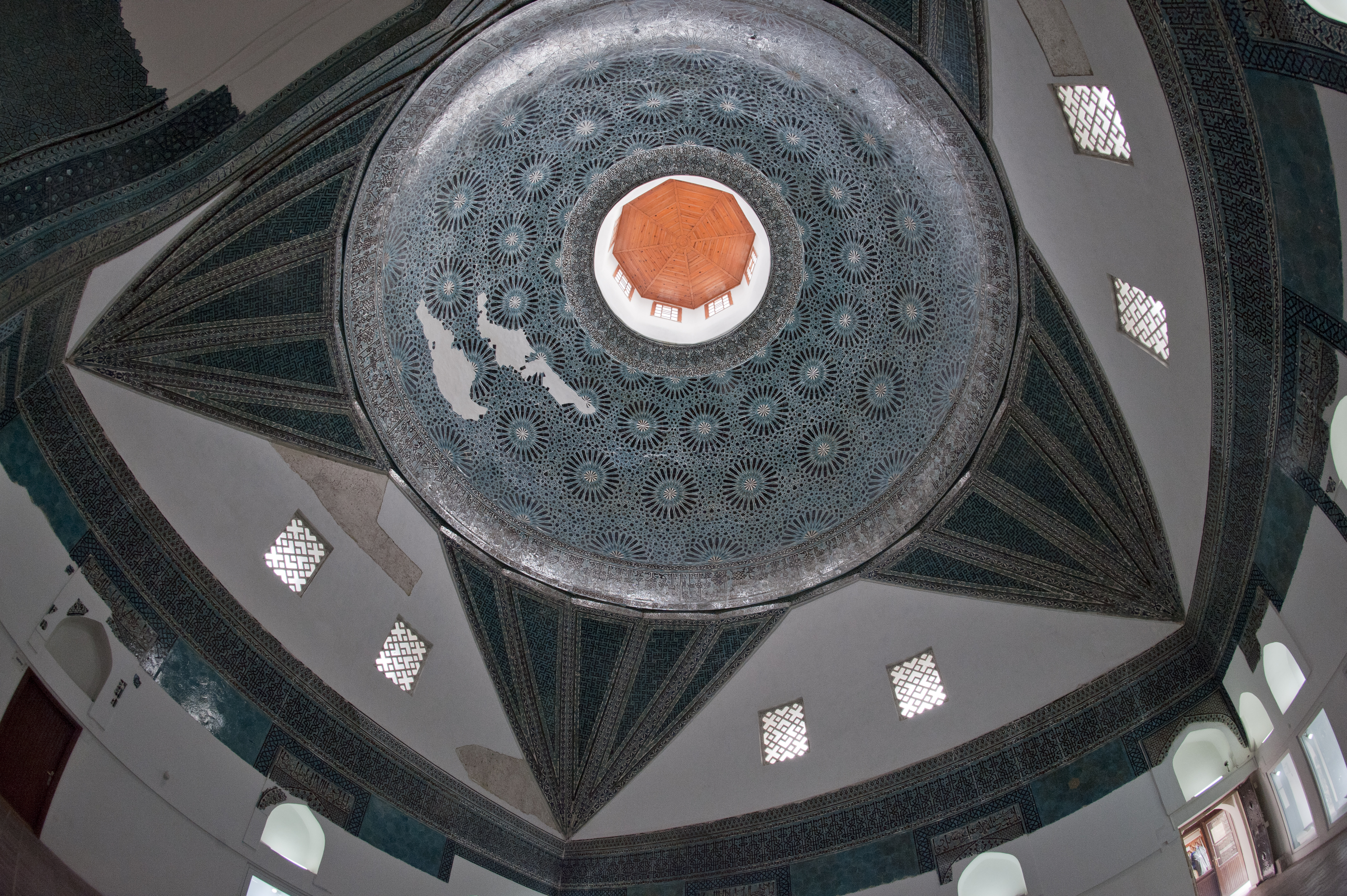
Купол над головним залом
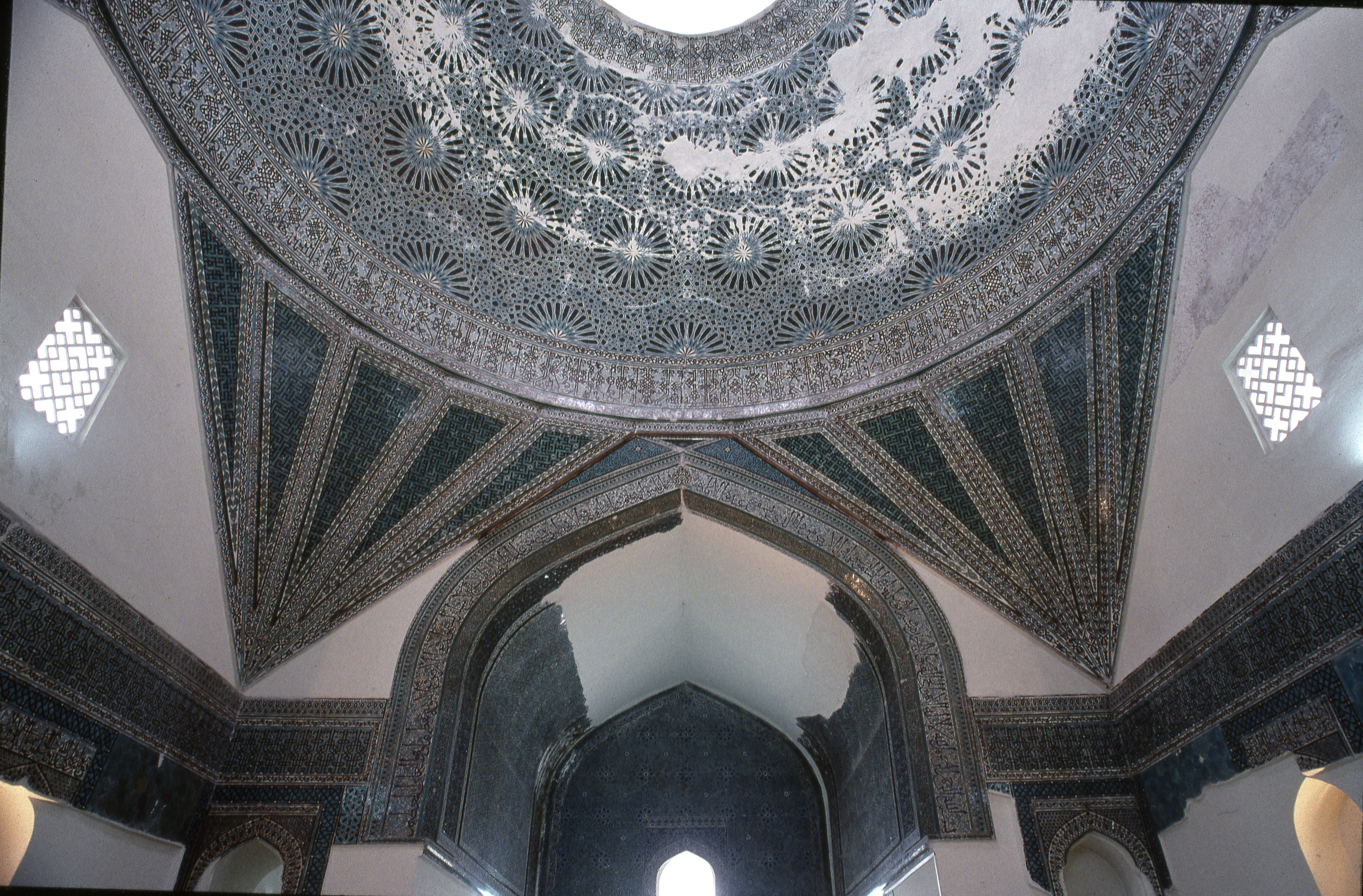
Вид баневого переходу, під яким видно арку айвана
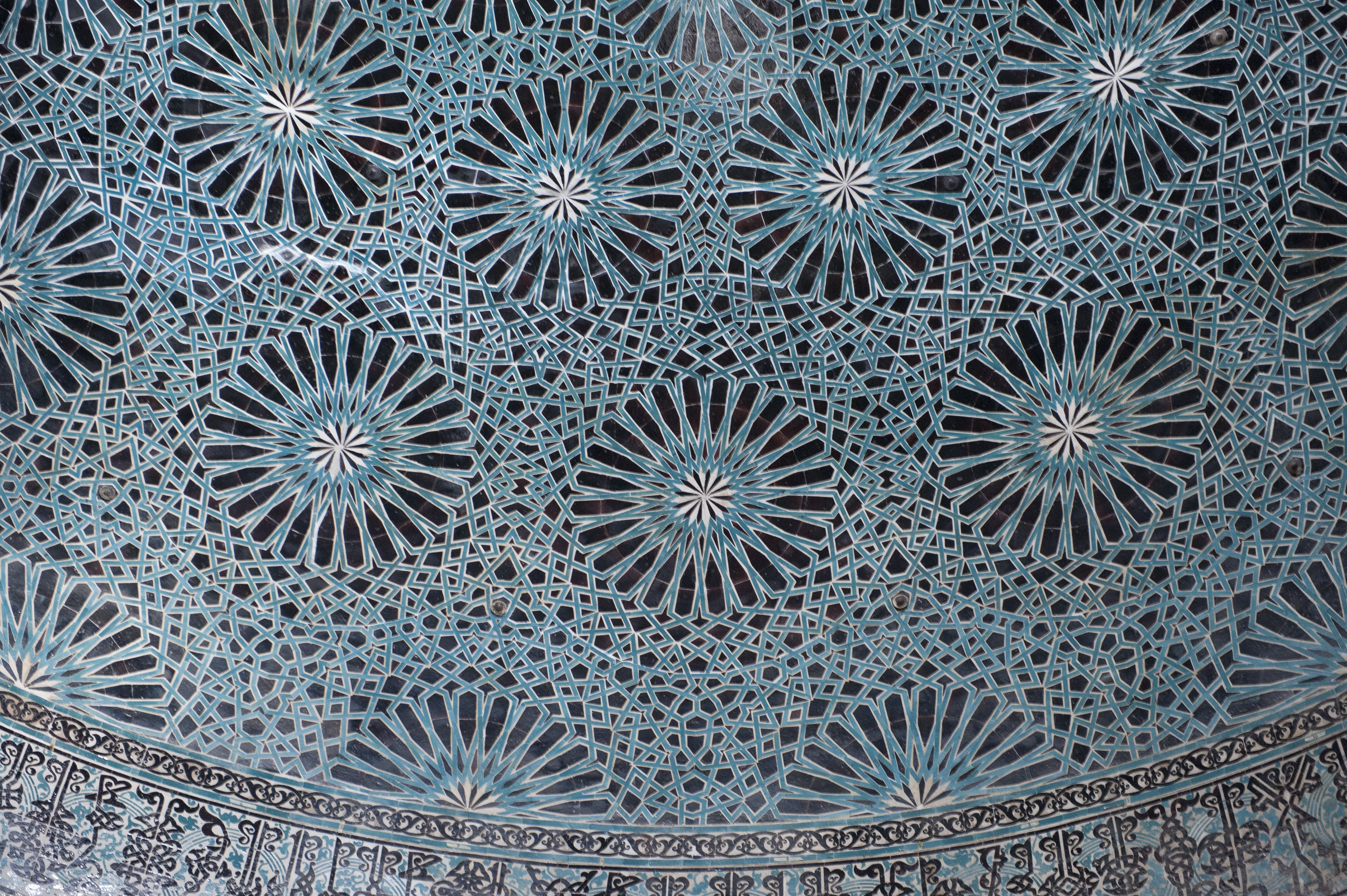
Деталь черепиці в куполі
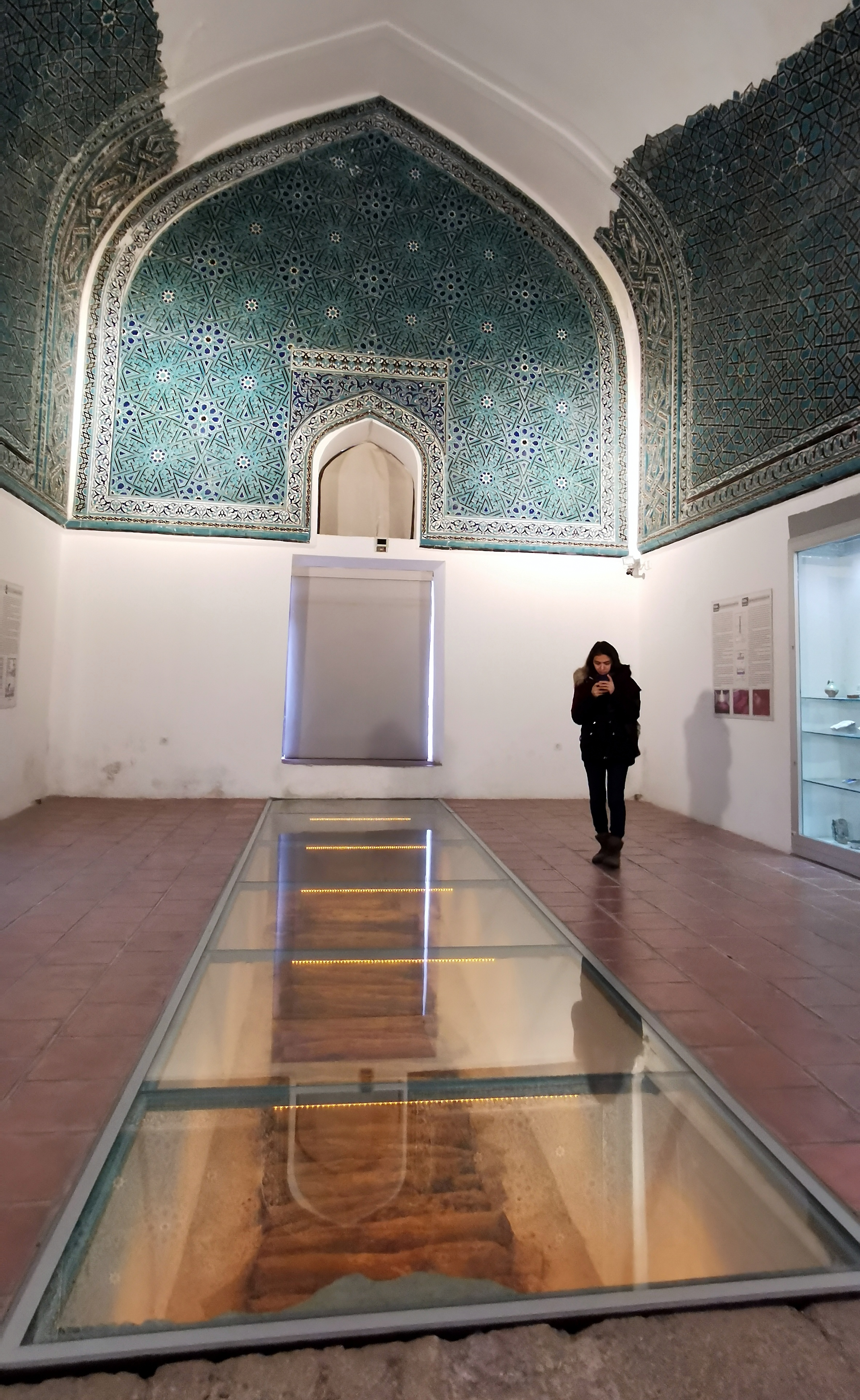
Айван відгалужується від головного залу
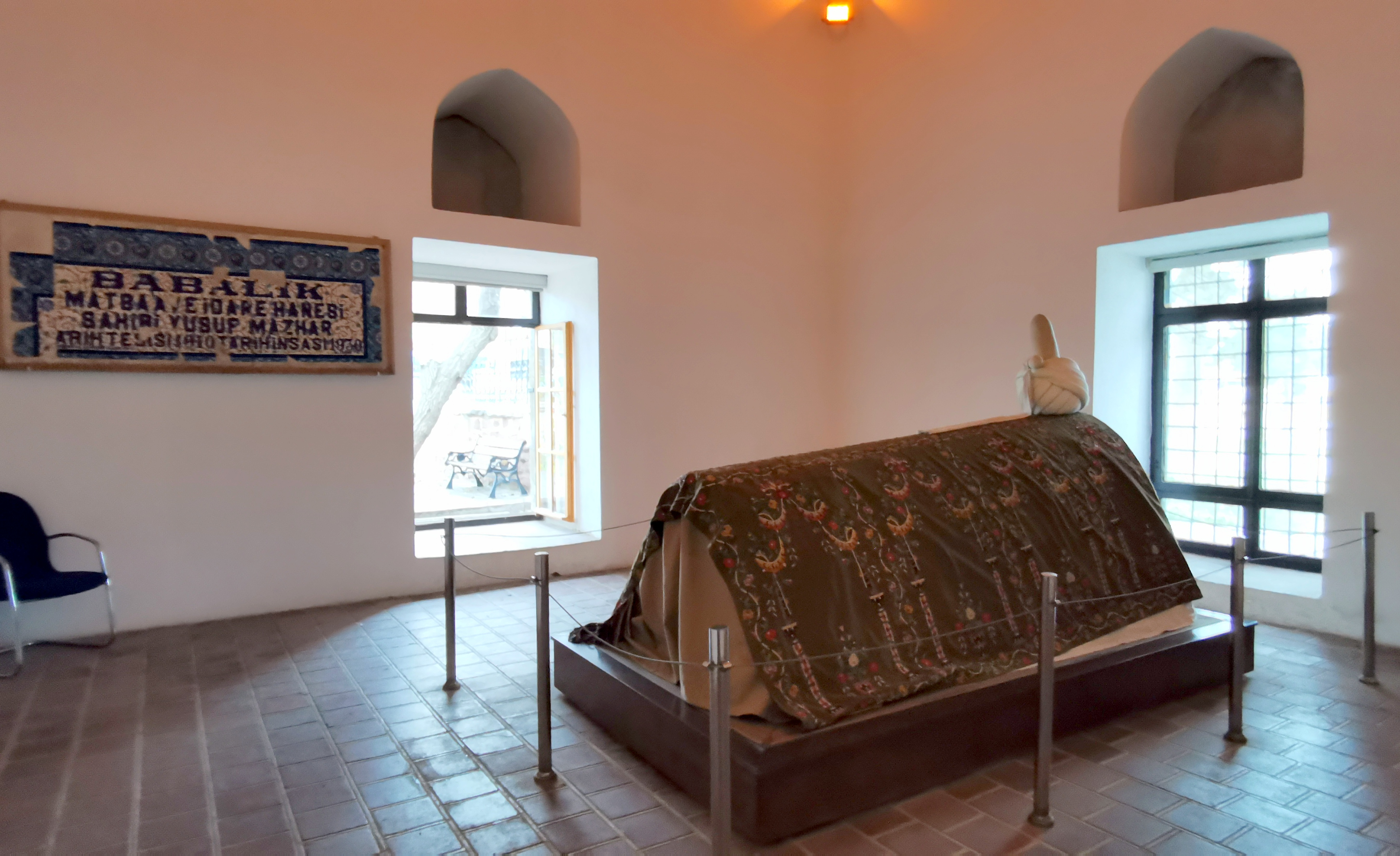
Гробниця в південно-західній частині, де, ймовірно, похований Джалал ад-Дін Каратай

## Музей
З 1954 року тут розміщено музей, де експозиції містять керамічні плитки епохи сельджуків, а артефакти з каменю чи дерева виставляються в медресе мінарету Інсе, також у Коньї. Колекція Каратайського музею була збагачена знахідками, привезеними з королівської літньої резиденції Кубадабад на березі озера Бейшехір, яка знаходиться у 130 км на захід від Коньї. Розкопки резиденції проводилися з 1960-х років.
У 2006 році була проведена реставрація будівлі музею. Станом на 2019 рік тривав інший проєкт реставрації.

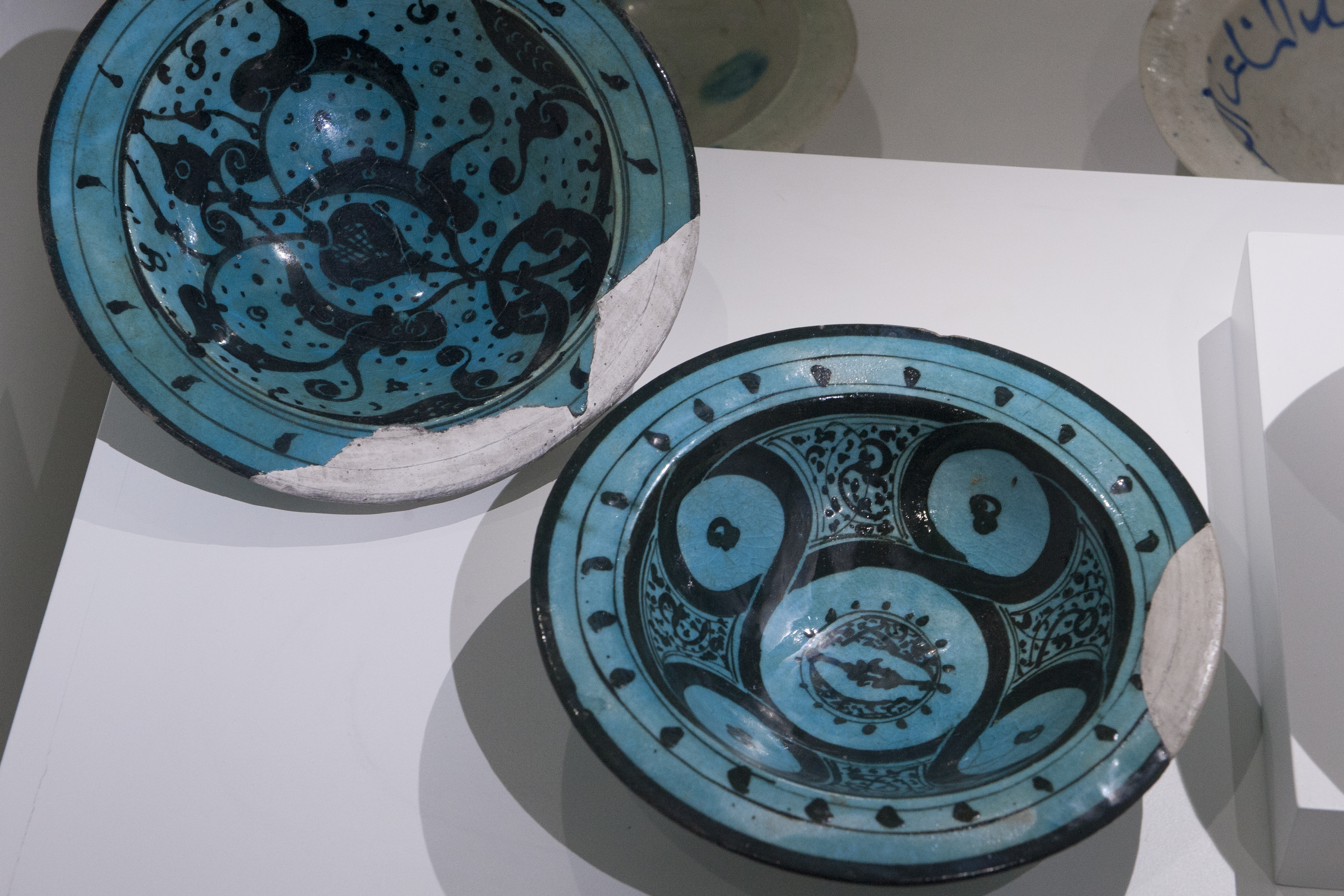
Керамічні тарілки на виставці музею
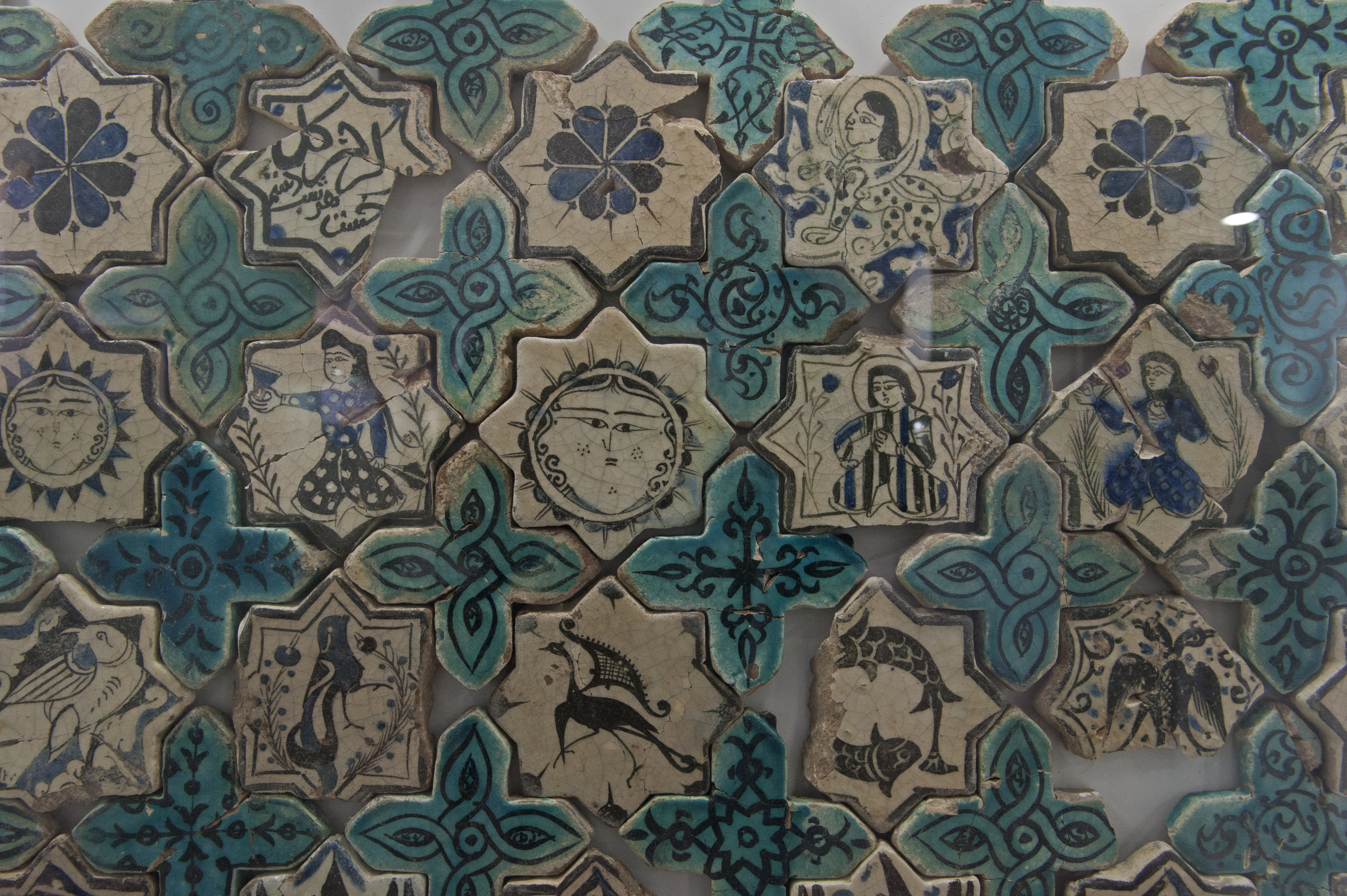
Відновлена кахельна мозаїка з палацу Кубадабад на виставці
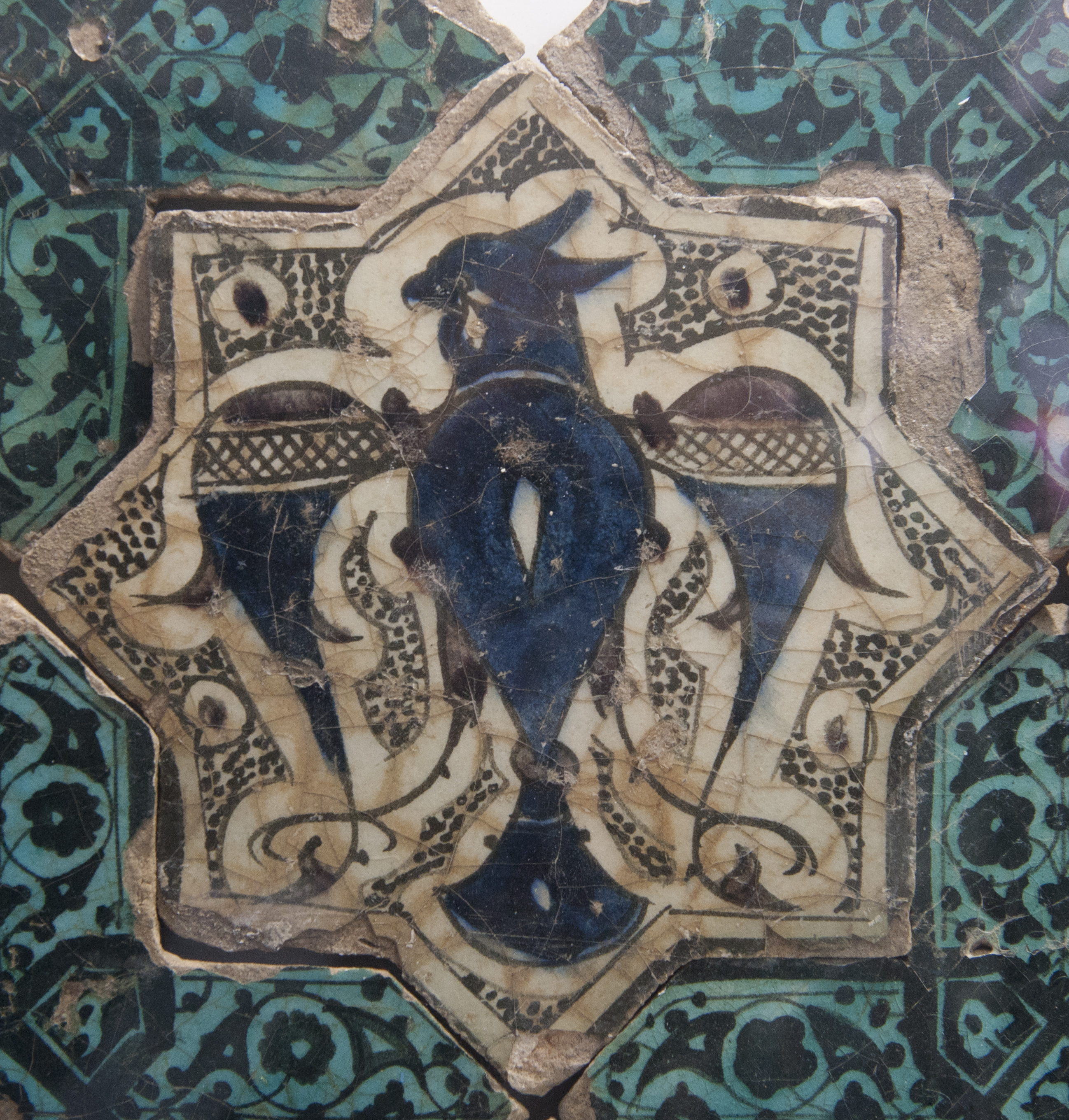
Плитка палацу Кубадабад
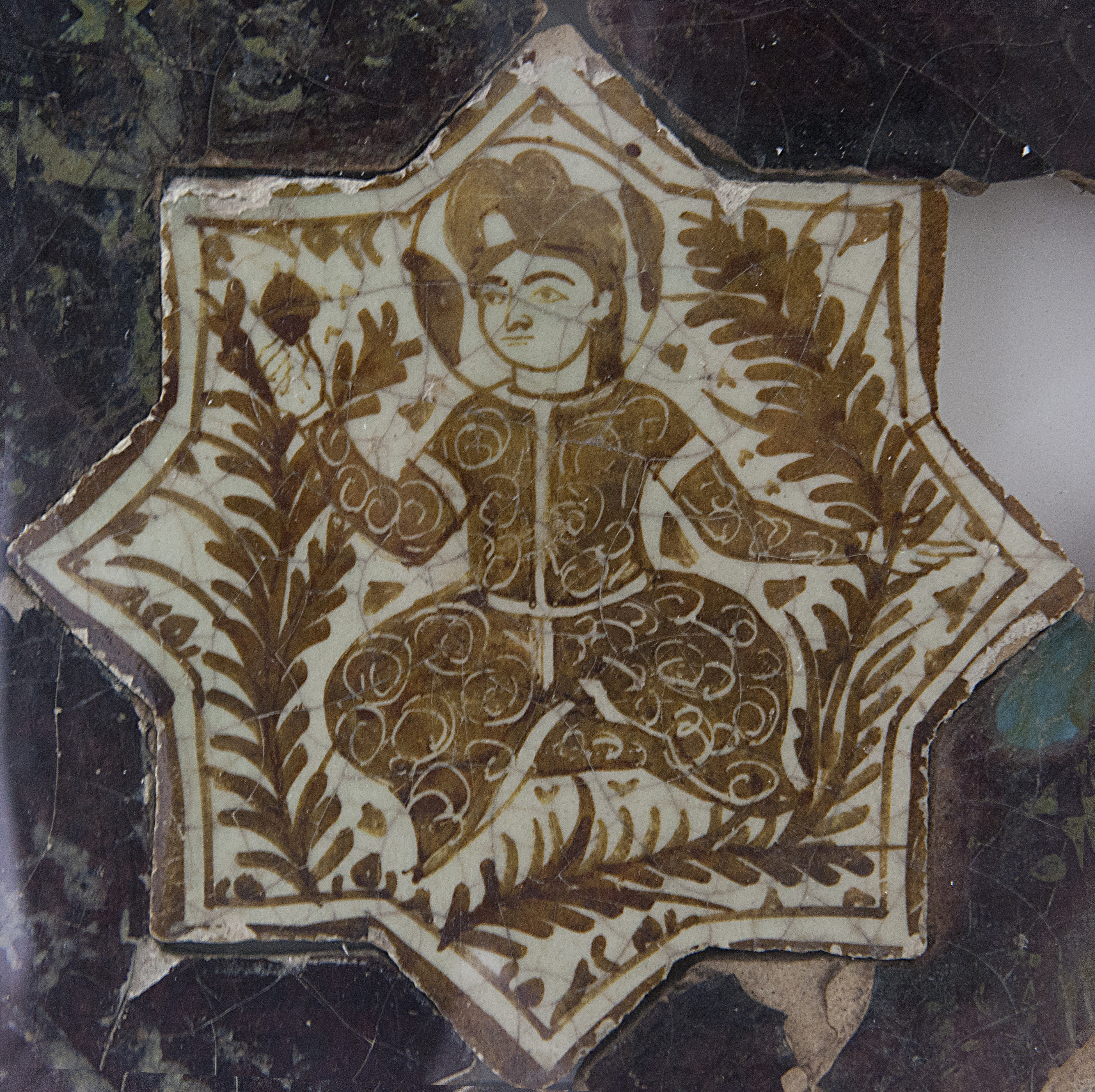
Плитка палацу Кубадабад
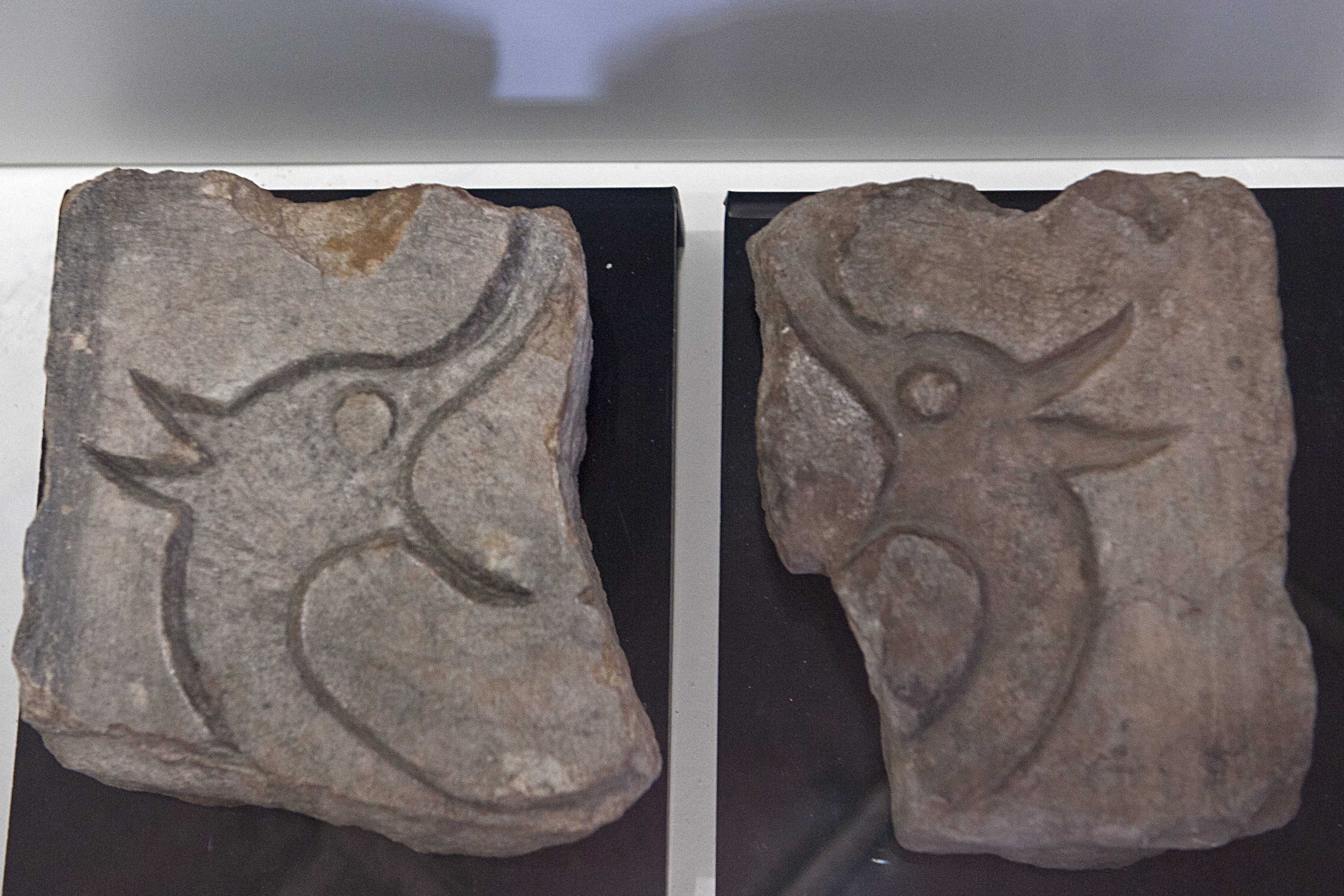
Фрагменти гіпсових прикрас